# Avenida Cupecê
Avenida Cupecê é uma importante via da Zona Sul de São Paulo, Brasil. Em conjunto com as avenidas Roque Petroni Júnior, Professor Vicente Rao e Vereador João de Luca, faz a ligação da Ponte do Morumbi, na Marginal Pinheiros, até o centro de Diadema. É o principal caminho entre a capital paulista e Diadema em que não há cobrança de pedágio.
Na avenida passa o Corredor Diadema–Morumbi, uma extensão do Corredor Metropolitano São Mateus–Jabaquara,  ligando a cidade de Diadema e a Região do Grande ABC à região da Avenida Engenheiro Luís Carlos Berrini.
No final da Avenida Cupecê ficava a famosa Casa Palma. Na casa Palma, o armazém daquela época (1950) vendia de tudo, inclusive fogos de artificio. Além dela havia somente chácaras e sítios. Naquele tempo, para se chegar à Via Anchieta partindo de Santo Amaro ou Brooklin, era necessário passar pelo Aeroporto de Congonhas, Jabaquara, Americanópolis e pelo município de Diadema.

## Corredor ABD
O Trecho entre a Praça Luigi Palma e a divisa com Diadema faz parte do Corredor ABD, que liga a Marginal Pinheiros à Avenida dos Estados, em Santo André.
O Corredor cruza os Municípios de São Paulo, Diadema, São Bernardo do Campo e Santo André.

## História
Um grande descampado: isso era a Cidade Ademar nos anos 1950. A Empresa Anchieta fizera ali um loteamento, e o engenheiro responsável pelo trabalho se chamava Ademar. Essa é a primeira versão para o nome do bairro. A segunda é que a área era uma grande fazenda que pertencia ao governador Ademar de Barros. Antes disso, nos anos 1930, o local era parada obrigatória de quem vinha de São Bernardo para São Paulo de carro ou de boi.
Naquela época estavam surgindo na região dezenas de olarias que, além de fornecer materiais para as construções que estavam se erguendo, empregavam muitos operários, o que obviamente incrementou o crescimento do bairro.
A partir daí, o desenvolvimento foi crescendo e a Cidade Ademar tornou-se um bairro de classe média, com residências térreas e um comércio variado.
O distrito abriga um pequeno bairro com um belo nome indígena: é o Jardim Cupecê, que em tupi significa “língua partida”, ou também, segundo o dicionarista Teodoro Sampaio, co-pecê, “roça dividida”.
A avenida teve seu nome atual oficializado pela Lei 4 371, de 17 de abril de 1953, tendo confirmada esta denominação com a grafia atualizada por meio do decreto 15 635, de 17 de janeiro de 1979.

## Parque na Avenida
O Parque Nabuco foi criado com o objetivo de preservar a vegetação existente antes que a área fosse invadida por loteamentos clandestinos, como é comum na capital.
Apesar do pequeno tamanho, o Nabuco é intensamente utilizado pelos moradores do bairro e mesmo por vizinhos, e tem gramados, jardins e um grande número de árvores frutíferas, que atrai muitos pássaros e pequenos animais. Além disso, conta com churrasqueiras, bicicletário, pista de cooper, quatro parques infantis, quadra poliesportiva e outras benfeitorias.

## Acidentes Históricos
Um caminhão de grande porte invadiu a calçada e atingiu um imóvel na Avenida Cupecê em 26 de maio de 2015.